# Maurice Verdonck
Maurice Verdonck, né le 21 avril 1879 à Gand et mort le 1er mars 1968 à Gentbrugge, est un rameur belge.

## Biographie
Il représente la Belgique aux Jeux olympiques de 1900 à Paris pour l'épreuve du huit de pointe avec barreur en aviron pour laquelle il remporte la médaille d'argent,, avec sept autres membres du Royal Club Nautique de Gand pour un temps de 6 min 13s 8.